# September 1986
Portal Geschichte | Portal Biografien | Aktuelle Ereignisse | Jahreskalender | Tagesartikel

◄ |
19. Jahrhundert |
20. Jahrhundert
| 21. Jahrhundert

◄ |
1950er |
1960er |
1970er |
1980er
| 1990er | 2000er | 2010er | ►

◄ |
1982 |
1983 |
1984 |
1985 |
1986
| 1987 | 1988 | 1989 | 1990 | ►

◄ |
Juni 1986 |
Juli 1986 |
August 1986 |
September 1986 |
Oktober 1986 |
November 1986 |
Dezember 1986 |
►
Dieser Artikel behandelt aktuelle Nachrichten und Ereignisse im September 1986.

## Tagesgeschehen

### Dienstag, 2. September 1986
- Berlin/Deutschland: In der Hauptstadt der DDR richten junge Erwachsene in zwei Kellerräumen des Gemeindehauses der Zionskirche eine Umwelt-Bibliothek ein. Sie soll zu einem Ort werden, an dem nicht nur über den Schutz der Umwelt, sondern auch z. B. über persönliche Freiheit debattiert werden kann.[1]

### Mittwoch, 3. September 1986
- Luganersee/Schweiz: Wegen der nachweislich hohen Belastung der Fische mit 137-Caesium als Folge des Reaktorunfalls bei Tschernobyl, Sowjetunion, wird die Fischerei im südschweizerischen See von Lugano untersagt.[2]

### Samstag, 6. September 1986
- London/Vereinigtes Königreich: Der Fernsehsender BBC One startet die Ausstrahlung der Seifenoper Casualty (deutsch Notaufnahme).[3]

### Sonntag, 7. September 1986
- New York/Vereinigte Staaten: In den Finalspielen der Einzelwettbewerbe des Tennisturniers US Open stehen in diesem Jahr vier Sportler aus der Tschechoslowakei beziehungsweise mit tschechoslowakischer Herkunft. Martina Navratilova, die inzwischen US-Bürgerin ist, gewinnt das Finale im Dameneinzel in zwei Sätzen gegen Vorjahressiegerin Hana Mandlíková. Im Finale im Herreneinzel siegt Ivan Lendl in drei Sätzen gegen Miloslav Mečíř.[4]

### Dienstag, 9. September 1986

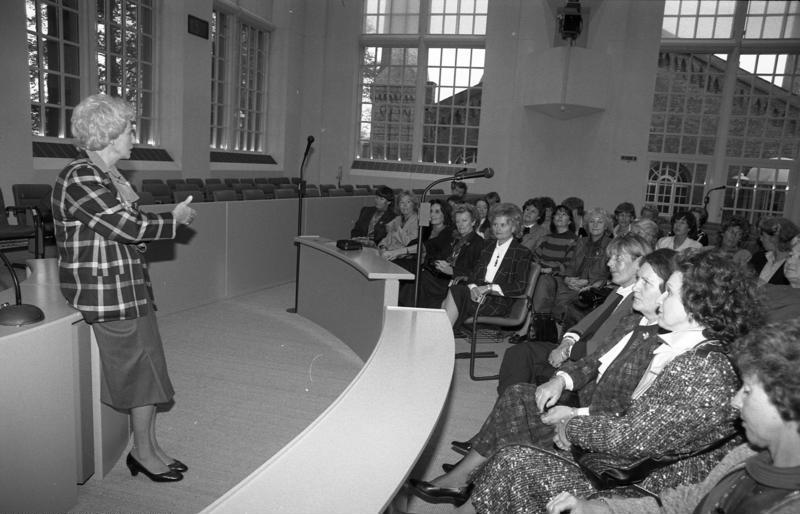
Führung im Plenarsaal des Bundestags im provisorisch genutzten Wasserwerk

- Bonn/Deutschland: Infolge des Auftakts zum Bau eines neuen Plenargebäudes findet erstmals eine Sitzung des Bundestags im umgebauten Pumpenhaus des Alten Wasserwerks statt, das den Parlamentariern in den nächsten Jahren als Ausweichquartier dienen wird.[5]

### Mittwoch, 10. September 1986
- Aachen/Deutschland: Der 89. Katholikentag unter dem Motto „Dein Reich komme“ beginnt.[6]
- Venedig/Italien: Bei den 43. Internationalen Filmfestspielen von Venedig wird der Film Das grüne Leuchten des französischen Regisseurs Éric Rohmer mit dem Leone d’Oro prämiert.[7]

### Samstag, 13. September 1986
- Innsbruck/Österreich: Das Amt des Bundesobmanns der FPÖ geht nach einer Kampfabstimmung auf dem Parteitag der Freiheitlichen von Norbert Steger auf Jörg Haider über. Die Zeitung The New York Times charakterisiert Haider als herausragende Figur einer Gruppe in der Partei, die eine „pan-germanische nationale Identität“ verherrlicht.[8]

### Montag, 15. September 1986
- Wien/Österreich: Im Ö1-Mittagsjournal erklärt Bundeskanzler Franz Vranitzky das Ende der Regierungskoalition aus seiner SPÖ und der FPÖ mit den Worten: „Nicht mit Haider.“ Der neue Bundesobmann des kleineren Koalitionspartners Jörg Haider trat am Samstag zur letztlich erfolgreichen Kampfabstimmung gegen Obmann Norbert Steger auf die Bühne des FPÖ-Parteitags und wurde dabei von „Sieg-Heil“-Rufen aus dem Publikum begleitet. Es wird in Österreich nun zu Neuwahlen kommen.[9]

### Freitag, 19. September 1986
- Punta del Este/Uruguay: Die achte Welthandelsrunde der Mitgliedstaaten des Allgemeinen Zoll- und Handelsabkommens (GATT) zur Liberalisierung der Weltwirtschaft beginnt. Das Mandat der Beteiligten muss noch ausgehandelt werden. Während die Industriestaaten Abkommen für den Handel mit Dienstleistungen anstreben, sehen die Entwicklungsländer v. a. Regulierungsbedarf im landwirtschaftlichen Sektor.[10]
- Saarlouis/Deutschland: Vertreter der Städte Saarlouis im Saarland und Eisenhüttenstadt im Bezirk Frankfurt (Oder) vereinbaren die erste deutsche Städtepartnerschaft über die Grenze zwischen den deutschen Staaten hinweg.[11]

### Samstag, 20. September 1986
- Wien/Österreich: Freda Meissner-Blau und Pius Strobl melden die Wählergemeinschaft „Die Grüne Alternative (Grüne) Liste Freda Meissner-Blau“ zur bevorstehenden Neuwahl des Nationalrats an. Alle inhaltlichen Differenzen werden vertagt, denn nach aktuellen Prognosen würde jede der grünen Parteien für sich bei der Wahl an der Sperrklausel scheitern. Im neuen Bündnis sammeln sich u. a. Mitglieder der ALÖ, der Bürgerinitiative Parlament, der Grün-Alternativen Liste, der Grün-Alternativen Sammlung und der VGÖ.[12]

### Sonntag, 21. September 1986

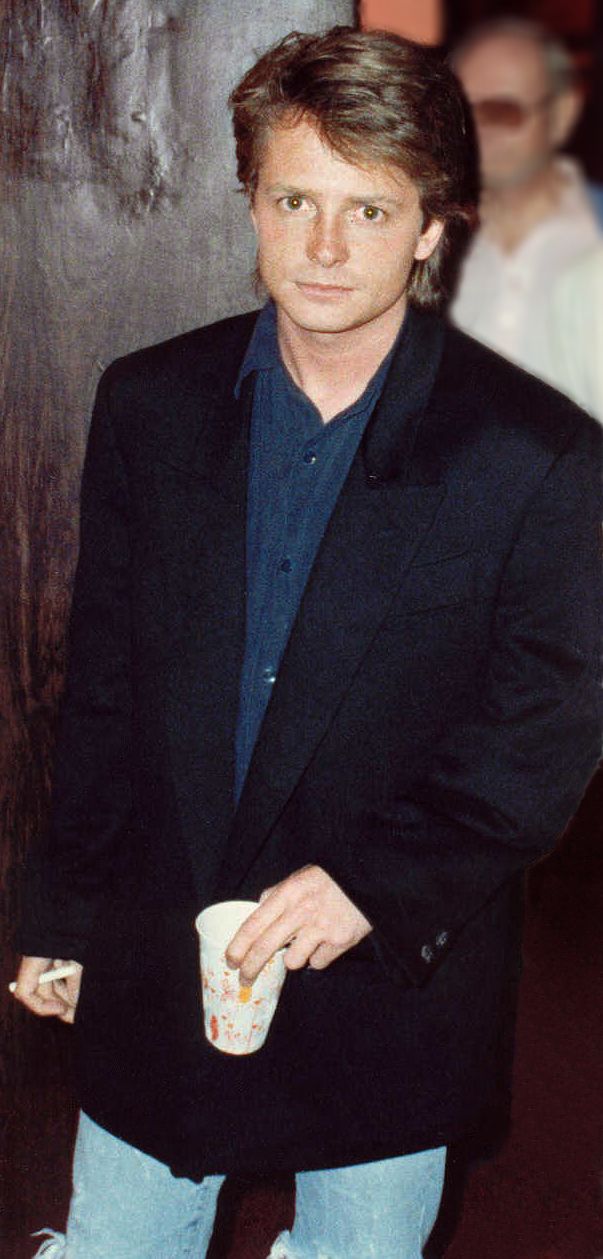
Michael J. Fox (1987)

- Graz/Österreich: Bei der Wahl zum Landtag der Steiermark verteidigt die ÖVP zum dritten Mal in Folge ihre absolute Mehrheit der Stimmen. Die SPÖ fällt erstmals seit 1953 unter einen Stimmenanteil von 40 % und die FPÖ erstmals seit 1974 unter 5 %.[13]
- Pasadena/Vereinigte Staaten: Bei der Verleihung des Fernsehpreises Emmy wird u. a. Michael J. Fox ausgezeichnet.[14]

### Samstag, 27. September 1986
- Cleveland/Vereinigte Staaten: Die Wohltätigkeitsorganisation United Way lässt zu ihrem 150-jährigen Jubiläum einen Schwarm von 1,4 Millionen Luftballons aufsteigen, deren Heliumfüllung sie weit davontreiben lassen soll. Als sich über dem Eriesee der Wind dreht, steuert der Ballonschwarm zurück nach Cleveland und löst ein Verkehrschaos in der Innenstadt aus, außerdem muss der Flughafen Cleveland Burke Lakefront für eine halbe Stunde geschlossen werden.[15]

### Sonntag, 28. September 1986
- Bern/Schweiz: In einer Volksabstimmung lehnen die Stimmberechtigten eine stärkere staatliche Förderung des Kulturschaffens sowie die Eröffnung neuer Ausbildungsstätten für Arbeitslose als auch den Bundesbeschluss zur Stärkung der Schweizer Zuckerrübenproduktion und -verwertung ab.[16]